# 13. SS oružana gorska divizija "Handschar"
13. oružana gorska divizija SS-a „Handschar” ili 13. Waffen-Gebirgs-Division der SS „Handschar“ (skraćeno Handžar divizija, također i hrvatska br. 1) je bila vojna jedinica u sastavu Waffen SS-a tijekom Drugog svjetskog rata. Bila je sastavljena od Hrvata muslimana i katolika Bosne i Hercegovine, te pretežno Volksdeutschera, te kosovskih Albanaca.
Nastala je nakon pokolja koje su počinili četnici u istočnoj Bosni nad muslimanima, nakon čega su muslimani od njemačkih vlasti tražili oružje ili zaštitu, formirajući milicije kako bi se zaštitili od četničkih napada, što je kasnije preraslo u vojnu postrojbu. Osnovna namjena jedinice je prvobitno trebala biti zaštita domova i obitelji, ali taj dogovor nije ispoštovan.
Poznata je kao jedina jedinica SS-a koja je digla pobunu protiv Nijemaca i nacističkog režima nakon što je poslana u Francusku. Tom prigodom je ubijeno osam njemačkih časnika. Oni koji su pobjegli pokušali su se pridružiti francuskom Pokretu otpora, ali su ubrzo uhvaćeni i pogubljeni.
Džemaludin Ibrahimović, tadašnji imam u Handžar diviziji se prisjeća:
Handžar divizija spada među najzanimljivije, najneobičnije, ali ujedno i najkontroverznije vojne postrojbe koje su djelovale na prostorima Bosne i Hercegovine tijekom Drugoga svjetskog rata. U proteklih pola stoljeća uz ovu vojnu jedinicu vezao se pridjev zloglasna, najčešće u srpskoj literaturi, te su joj na teret stavljani ratni zločini odnosno kršenja zakona i običaja rata.

## Sastavljanje
Vođa SS-a (Schutzstaffel) Heinrich Himmler bio je oduševljen s idejom da je hrvatski narod arijskog podrijetla čiji su predci bili Goti ili Perzijanci. Isto tako, Himmler je stvaranjem muslimanske divizije želio navesti muslimanske nacije u svijetu da se priklone nacionalsocijalizmu. 

„Kroz hrvatsku bosansku diviziju, naša je želja da pružimo ruke Muslimanima širom svijeta, čiji je broj trenutno 350 milijuna i koji su spremni da se oslobode Britanskog Kraljevstva.”

Himmler je želio osnovati muslimansku diviziju čiji bi glavni cilj bila borba protiv Titovih partizana u Bosni da bi osigurali sigurniji život Njemačke manjine u Srijemu. Himmler je, želeći održati dobre odnose s Nezavisnom Državom Hrvatskom, poslao u Zagreb svoga pregovarača generala Edmunda Glaisea von Horstenaua i nakon kraćih pregovora dobio podršku za osnivanje divizije, ali s preduvjetom da divizija nosi hrvatski grb i da u imenu stoji da je divizija hrvatska. Divizija je ustrojena 1. ožujka 1943. godine. Stožer divizije bio je u Zagrebu, Savska cesta 77, a prihvatni logor za novake u jednoj od vojarni na Črnomercu. Prvo polaganje prisege je bilo 12. svibnja 1943. godine u Zagrebu.

## Novačenje
Već na samom početku Nijemci su znali da ne mogu računati na muslimane koji su bili dio vlasti u NDH jer im lokalno muslimansko stanovništvo nije vjerovalo. Himmler je osigurao jeruzalemskog muftiju Hadži Mohammeda Amina al-Husseinija da putuje na prostor Nezavisne Države Hrvatske. Husseini je bio veliki zagovarač nacionalsocijalističke ideologije, a i samog su ga Britanci protjerali s prostora tadašnje Palestine jer je vodio pobune protiv izraelskih doseljenika. Ovo je urodilo velikim plodom jer su muslimani pritisnuti četničkim genocidom počeli masovno novačenje u SS. Manji broj muslimana pridružio se tzv. Narodnooslobodilačkom pokretu (NOP), ali je većina podržavala novačenje u SS jer su još uvijek nosili svježe uspomene na savezništvo partizana i četnika u nekim dijelovima Bosne.
Iako su lokalni imami podržavali odlazak mladih u SS-ovske jedinice, u nekim dijelovima NDH novačenje nije išlo po planu. U Travniku su Nijemci upali u lokalnu džamiju i poveli sa sobom sve džematlije koji su mogli poslužiti u Handžar diviziji. Veliki broj ovih novaka je pobjegao iz divizije u narednih nekoliko dana. Bio je i veliki broj onih koji su pripadali domobranskim i ustaškim jedinicama koji su prebjegli služiti u SS-ovim sastavima jer je plaća i odora bila bolja od one u ustaškoj vojsci. Unatoč tome, za formiranje divizije bilo je potrebno odvojiti dvije kompletne bojne Ustaške vojnice (XXIII. i XXVIII. bojna I. stajaćeg djelatnog zdruga).
I pokraj svega ovoga, Himmlerovi novaci su uspjeli okupiti i osnovati najveću Waffen SS diviziju. Handžar divizija je imala u prosincu 1943. godine 21.065 vojnika, u lipnju 1944. godine 19.136 vojnika i u prosincu 1944. godine 12.793 vojnika.

## Sastav divizije
- SS-Waffen-Gebirgsjäger-Regiment der SS 27 (27. gorska lovačka pukovnija Waffen SS-a)
- SS-Waffen-Gebirgsjäger-Regiment der SS 28 (28. gorska lovačka pukovnija Waffen SS-a)
- SS-Waffen-Artillerie-Regiment der SS 13 (13. topnička pukovnija Waffen SS-a)
- SS-Panzerjäger-Abteilung 13 (13. SS odred lovaca na tenkove)
- SS-Aufklärungs-Abteilung (mot) 13 (13. SS izviđački odred (motorizirani))
- Waffen-Gebirgs-Pionier-Abteilung der SS 13 (13. gorski pionirski SS odred)
- Waffen-Gebirgs-Nachrichten-Abteilung der SS 13 (13. obavještajni odred SS-a)
- Waffen-Flak-Abteilung der SS 13 (13. protuzrakoplovni odred)
- SS-Nachrichten-Abteilung 13 (13. SS obavještajni odred)
- Kroatische SS-Radfahr-Bataillon (Hrvatska SS biciklistička bojna)
- Kroatische SS-Kradschützen-Bataillon (Hrvatska SS motorizirano-pješačka bojna)
- SS-Divisionsnachschubtruppen 13
- Versorgungs-Regiment Stab 13 (13. stožer opskrbničke pukovnije)
- SS-Verwaltungs-Bataillon 13 (13. SS administracijska bojna)
- SS-Sanitäts-Abteilung 13 (13. SS sanitetski odred)
- SS-Krankenkraftwagenzug (sanitetski prijevoz)
- SS-Freiwilligen-Gebirgs-Veterinär-Kompanie 13 (13. SS dobrovoljačka gorska veterinarska satnija)
- SS-Feldpostamt 13 (13. SS pošta)
- SS-Kriegsberichter-Zug 13 (13. SS vlak za ratno izvještavanje)
- SS-Feldgendarmerie-Trupp 13 (13. postrojba SS žandarmerije)
- SS-Feldersatz-Bataillon 13 (13. SS zamjenska bojna)
- SS-Kraftfahr-Lehr-Abteilung 13

## Obuka
Vojni vrh Njemačke odredio je da se vojnici Handžar divizije obučavaju u južnoj Francuskoj sa sjedištem divizije u gradu Le Puy. Prva skupina njemačkih novaka stigla je u Le Puy 3. srpnja 1943. godine. Odmah po dolasku jedinice, sjedište jedinice premješteno je u grad Mende. Prva skupina hrvatskih novaka stigla je u Mende 10. srpnja 1943. godine. Dne 15. srpnja počelo je tiskanje službenih novina divizije pod imenom Handžar. Ime i znak handžar su usvojeni kao oznaka divizije jer je ovaj znak bio vrlo prepoznatljiv vojnicima u diviziji i narodu u Bosni i Hercegovini.
Pukovnik Karl Gustav Sauberzweig je postavljen kao zapovjednik divizije 9. kolovoza 1943. godine. Ostali časnički kadar činili su većinom Nijemci s balkanskog prostora jer su poznavali materinski jezik vojnika divizije. Za dočasnike uglavnom su postavljani Hrvati koji su imali iskustva iz Prvoga svjetskog rata.
Obuka novih novaka nije išla lako. Velika skupina časnika i dočasnika nisu imali iskustvo potrebno za obučavanje jedne ogromne divizije. U tijeku ovog vremena 155 vojnika je pobjeglo iz divizije a od toga 13 muslimana i 121 katolik.
Njemački časnici su računali na hrvatske imame, koji su bili u diviziji da pripomognu pri mentalnom obučavanju muslimanskih vojnika divizije. Pa su tako provodili promidžbu o „obitelji, novom svjetskom poretku, Führeru i vjeri”. Vojnici su uvijek učili o tome kako bez ova četiri, nijedna od preostalih ideja ne može opstati sama. Imami su najviše govorili i učili novake o borbi protiv komunizma u domovini.

### Pobuna u Villefranche-de-Rouergueu
U tijeku novačenja bilo je i osoba koje su pripadale Komunističkoj partiji Jugoslavije i koje su se uspjele upisati kao novaci u jedinice Handžar divizije. Ferid Džanić, Božo Jelenek, Luftija Dizdarević i Nikola Vukelić su aktivno planirali pobunu protiv SS divizije i svoju prigodu su pronašli u rujnu 1943. godine. Plan je bio pobiti njemačke časnike i s ostatkom simpatizera se priključiti francuskom Pokretu otpora protiv Njemačke. Džanić kao vođa skupine imao je dva plana po kojima bi divizija pod njegovim zapovjedništvom ratovala u Sjevernoj Africi ili u Hrvatskoj ovisno o situaciji u Francuskoj u danima poslije pobune. Džanić je u izletima u grad Villefranche-de-Rouergue prije pobune došao u dodir s članovima francuske ilegale u hotelu Moderne, i kada je dobio potvrdu da će imati pomoć Britanaca i Francuza, odlučio se za djelovanje. Ta se pomoć ipak nikada nije pojavila, ali se ne zna je li to bilo točno ili ne jer je pobuna trajala samo nekoliko sati.
Pobunjenici su poslije ponoći upali u spavaće sobe časnika, uzeli im oružje i zarobili ih. Isti su uspjeli privoliti i mali broj vojnika, koje su kasnije po gradu postavili kao stražu. U 16.10 sati pobunjenici su počeli ubijati časnike i dočasnike.
Imam Halim Malkoč i dr. Schweiger saznali su za pobunu i smislili plan kako vratiti kontrolu nad bojnom nazad u njemačke ruke. Kada su došli do ostatka vojnika i rekli im za laži o dolasku engleskih i francuskih jedinica, vojnici su (neki i plačući) uzeli oružje i opet se zakleli Hitleru i krenuli gušiti pobunu. Oko 19.00 sati Dizdarević i Džanić su ubijeni, a Vukelić zarobljen. Tada su ostali pobunjenici, osim Jeleneka, prešli nazad na stranu SS-a, a on je prebjegao u Toulouse. Pobuna je ugušena nakon 7 sati trajanja (12.00 – 19.00).
Imam Malkoč, dr. Schweiger i pet drugih vojnika dobili su Željezni križ drugog stupnja.
Uhićeni pobunjenici koji na vrijeme nisu prešli na stranu SS-a osuđeni su na smrt, prisilni rad i zatvor. Ustanovljen je izvanredni vojni sud pod predsjedanjem Franza von Kocevara, divizijskoga sudca. Osuđeni na smrt strijeljani su 17. ↓1, 18. i 28. rujna 1943. godine. Njihova imena su: 
- 17. rujna:

1. Mujo Alispahić (SS-inženjerac)
2. Karamanović (SS-vodnik)
3. Jusup Vučjak (SS-kaplar)
4. Zemko Banjić (SS-inženjerac)
5. Ephraim Bašić (SS-inženjerac)
6. Ismet Čefović (SS-inženjerac)
7. Zeir Mehičić (SS-inženjerac)
8. Meho Memišević (SS-inženjerac)
9. Philipp Njimać (SS-inženjerac)

- 18. rujna:

1. Nikola Vukelić (SS-narednik)
2. Ivan Jurković (SS-vodnik),
3. Alija Beganović (SS-kaplar)
4. Mustafa Morić (SS-kaplar)
5. Sulejman Silajdžić (SS-inženjerac)

- 28. rujna:

1. Klaus Tilly
2. Hasan Novkinić
3. Sulja Sulčić
4. neidentificirani vojnik

Osuđeni na prisilni rad i zatvor ↓2:
1. Harnaga Delić (3 godine prisilnoga rada)
2. Fejso Fejsagić (2 godine prisilnoga rada)
3. Franjo Zagorac (3 godine zatvora)
4. Hanko Brkić (1 i pol godinu zatvora)
5. Husein Husić (1 godina zatvora)
6. Fadil Kovačević (1 godina zatvora)
7. Asim Tetarić (6 mjeseci zatvora)
8. Salem Mahmutović (6 mjeseci zatvora)
9. Osman Karailo (6 mjeseci zatvora)
10. Hasan Usanović (6 mjeseci zatvora)
11. Hasan Kekić (6 mjeseci zatvora)
12. Mesut Zinko (5 mjeseci zatvora)
13. Munib Karahodžić (3 mjeseca zatvora)
14. Djemal Brušanović (2 mjeseca zatvora)
15. Omer Dizdarović (2 mjeseca zatvora)

U slučaju vojnika Ismeta Kurtagića i Bećira Poturovića postupak je bio obustavljen.
Preživjeli svjedoci, naročito SS-ovac Hartmut Schmid, pričaju kako su osuđeni bili dostojanstveni i većina ih je umrla uzvikujući djelomično na hrvatskome jeziku: "Živjela Hrvatska!".

## Vojna djelovanja
Nakon povratka u Hrvatsku, Handžar divizija je počela najveće operacije protiv partizanskih jedinica u Drugom svjetskom ratu.

### Wegweiser
Akcija je počela u 4 ujutro 10. ožujka 1944. godine. Operacija Wegweiser je imala za cilj opkoliti i uništiti partizanske jedinice oko Jamene i Soljana. Nakon prodiranja u Jamene i Soljane oko 9 ujutro, jedinice divizije su zauzele i Vrbanju, Batrovce i Višnjićevo. Titove jedinice su se morale povući na jug preko rijeke Save. Ukupan broj poginulih partizana je bio 573 s 82 zarobljenika.

### Sava
Operacija Sava ili Prelazak preko Save je prva ofenziva koja je diviziju dovela u Bosnu. Prigodom prijelaza prijeko rijeke, zapovjednik jedinice je na poklon svakom vojniku dao sliku Adolfa Hitlera s natpisom Handžaru-udaraj. Jedinice koje su prešle Savu prijeko Brčkog su zadobile i udarac minobacačima od partizanskih jedinica i bilo je nekoliko poginulih i ranjenih. Dne 16. ožujka 1944. godine divizija je napala Bijeljinu i zauzela je bez većih borbi. Put Čelić - Lopare došao je pod protunapadnom vatrom 16. i 36. vojvođanske brigade i tu je poginuo 201 partizan. Kod Gornjih Rahića divizija se sukobila s 3. vojvođanskom brigadom gdje su život izgubila 124 partizana i bilo je 14 zarobljenih.

### Osterei
Dne 12. travnja 1944. godine divizija je pokrenula ofenzivu Osterei (Uskrsno jaje). U prva dva dana osvojena su mjesta Janja, Donje Trnovo i Ugljevik.  Albanska bojna koja je bila pod zapovjedništvom Handžar divizije su zauzeli Majevicu i ovo je bila njihova posljednja bitka pod kontrolom Handžar divizije. Dne 17. travnja, ova bojna se priključila tek osnovanoj 21. oružanoj gorskoj diviziji SS-a "Skanderbeg". Partizanska Tuzlanska brigada pretrpjela je ovdje veliki poraz i izgubila Gradačac te se i s tom akcijom završava ofenziva.

### Maibaum
Operacija Maibaum je trebala biti ofenziva koja će srušiti sav otpor Trećeg bosanskog korpusa. Dio jedinica su postavljene na rijeci Drini da spriječe prelazak partizana u Srbiju i zauzme Zvornik. Drugi dio je trebao opkoliti i uzeti Tuzlu pa onda Vlasenicu dok su ostale jedinice trebale čistiti teren zauzet od Handžar divizije. Dne 25. travnja je pao Zvornik s minimalnim gubicima. Dne 27. travnja SS divizija je ušla u Kladanj a sljedeći dan pala je i Vlasenica. Dne 28. travnja je bila najveća i najžešća bitka između jedinica SS i partizana u Šekovićima. Bitka je trajala 24 sata s velikim gubitcima na obje strane.

### Maiglöckchen
Divizija je 17. svibnja 1944. godine, krenula na Jug kod Stolica. Tu su se sreli sa 17. Majevičkom brigadom koja je u bitki za Stolice pretrpjela poprilične gubitke od 16 mrtvih i 60 zarobljenih.

### Ljeto 1944.
Nakon propalog plana uništenja Tita i Partizana kod Drvara, Tito se odlučio na opći poziv na napad protiv neprijatelja diljem Bosne i Hercegovine. Treći Bosanski Korpus je krenuo na ofenzivu protiv Handžar divizije s namjerom zauzimanja izgubljenoga prostora. U bitki na Loparama, partizani su potpuno uništili nekolike jedinica Handžar divizije. Bitka na Spreči 12. lipnja bila je bez čistog pobjednika. Handžar divizija je ovdje imala 205 mrtvih i 528 ranjenih dok su partizani imali oko 3.000 mrtvih ali se taj broj nije mogao točnije utvrditi.

## Kapitulacija
S prodorom Crvene armije i sve većim ruskim uspjesima, Handžar divizija je premještena na Istočno bojište što je uostalom naglasilo i kraj divizije jer su mnogi vojnici počeli bježati iz vodova nazad u Hrvatsku, ne želeći se boriti u drugim državama.
Od ostataka Handžar divizije formirana je 13. SS izvidnička bojna koja je krajem 1944. godine sudjelovala u Batinskoj bitci.
Handžar divizija se predala britanskim trupama 8. svibnja 1945. godine.

## Ratni zločini
Vojnici divizije su prema dokazima komunističkih vlasti ubili 22 Židova u Tuzli. Trideset i osam vojnika nekadašnje divizije je optuženo i suđeno između 20-og i 30-og kolovoza 1947. godine za ratne zločine. Samo za sedam njih komunistička vlast je imala dokaze o ratnim zločinima, no unatoč tome svi su osuđeni. Sedam vojnika za koje su imali dokaze su pogubljeni, dok su ostali osuđeni na pet godina do doživotne robije. Samo jedan vojnik je preminuo u zatvoru, dok su svi ostali pušteni ranije, a zadnji osuđeni zatvor je napustio 1952. godine.

## Nositelji visokih odličja
- Hans Hanke, nositelj Njemačkog križa i Viteškog križa željeznog križa
- Hans König, nositelj Njemačkog križa
- Emil Kuhler, nositelj Njemačkog križa
- Karl Liecke, nostielj Njemačkog križa i Viteškog križa željeznog križa
- Hermann Schifferdecker, nositelj Njemačkog križa
- Karl Wambsganß, nositelj Njemačkog križa u srebru
- Hampel Desiderius, nositelj Viteškog križa željeznog križa
- Helmut Kinz, nositelj Viteškog križa željeznog križa
- Albert Stenwedel, nositelj Viteškog križa
- Halim Malkoč, nositelj Njemačkog križa

## Prisega Handžar divizije
„Ich schwöre dem Führer, Adolf Hitler, als Oberstem Befehlshaber der Deutschen Wehrmacht Treue und Tapferkeit. Ich gelobe dem Führer und den von ihm bestimmten Vorgesetzen Gehorsam bis den Tod. Ich schwöre zu Gott dem Allmächtigen, dass ich dem kroatischen Staat und dessen bevollmächtigtem Vertreter, dem Poglavnik, stets treu sein, die Interessen des kroatischen Volkes stets hüten und die Verfassung und die Gesetze des kroatischen Volkes immer achten werde.”
Prijevod:
„Zaklinjem se Führeru, Adolfu Hitleru, kao vrhovnom zapovjedniku njemačkog Wehrmachta na odanost i hrabrost. Zavjetujem se Führeru, kao i pretpostavljenima koje on odredi, na poslušnost do smrti. Kunem se Bogom svemogućim da ću hrvatskoj državi i njezinom ovlaštenom predstavniku, Poglavniku, uvijek biti odan te da ću uvijek štititi interese hrvatskoga naroda i poštovati hrvatski Ustav i zakone.”

## Himna Handžar divizije:S pjesmom u boj
Pjesma se pjeva uz melodiju Bombe na London, a autor pjesme je nepoznat.
Pjesma ječi, sva se zemlja trese,
SS-vojska stupa roj u roj,
SS-vojska sveti barjak vije.
SS-vojska sve za narod svoj.
Daj mi ruku ti, draga Ivana,
oj s Bogom sad, oj s Bogom sad, oj s Bogom sad idem branit,
idem branit, idem branit mili,
rodni kraj, rodni kraj.
U boj smjelo vi SS-junaci
pokažite domovini put!
Pođite putem slavnih pradjedova
dok ne padne tiran klet i ljut.
Ljubav naša nek u srcu plamti,
i s pjesmom pođimo u boj.
Za slobodu mile domovine
svaki rado dat će život svoj!

## Spomen
- Od 1944. godine u Villefrancheu na dan pobune ukazuje se počast Hrvatima sudionicima i žrtvama pobune.[9]
- U spomen na pobunu Trinaestoga pionirskoga bataljuna nakon Drugoga svjetskoga rata jedna avenija u Villefrancheu dobila je ime Avenue des Croates (Avenija Hrvata).[9]
- Godine 1993. Hrvatska pošta izdala je poštansku marku Pobuna hrvatskih vojnika u Villefranche-de-Rouergue 1943.[10] i Omotnicu prvoga dana.[11]

## Srodni članci
- Crna legija
- Waffen SS
- 7. SS dobrovoljačka gorska divizija "Prinz Eugen'
- 23. oružana gorska divizija SS-a "Kama"